# The Iceman Cometh (film)
The Iceman Cometh è un film statunitense del 1973 diretto da John Frankenheimer.
È un film drammatico ambientato nel 1912 con protagonisti Lee Marvin, Fredric March e Robert Ryan. È basato sulla pièce scritta dal drammaturgo Eugene O'Neill.

## Trama
La storia, ambientata nel 1912, è limitata a un'ambientazione, il bar un po' squallido e malandato del vecchio Harry Hope. Qui, in "The Last Chance Saloon", sono sempre rimaste bloccate un gruppo di persone fallite. Una dozzina di uomini e tre donne (prostitute), possono bere qui indisturbati e, di fronte a sogni infranti, abbandonarsi alle loro illusioni mentre sono ubriachi.
Come ogni anno, Theodore Hickman che tutti chiamano semplicemente "Hickey", è atteso per il compleanno di Harry.  Appare però cambiato: il potente bevitore di un tempo è diventato un astemio. Hickey è ispirato dall'idea di liberare i suoi vari conoscenti del bar dalle loro illusioni per liberarli allo stesso tempo dai loro sensi di colpa.
Le sue buone intenzioni, tuttavia, hanno effetti catastrofici: a poco a poco, distrugge le illusioni mascherate da speranza e così fa mancare il terreno da sotto i piedi ai suoi ex compagni di bevute. Con questo, alcuni dei suoi amici perdono l'ultima voglia di vivere che è mantenuta solo dal consumo eccessivo di alcol.
Hickey lavora soprattutto sull'ex anarchico Larry Slade, un cinico dichiarato che guarda gli altri solo con pietà e che da tempo ha perso interesse per la propria vita.Alla luce delle osservazioni di Hickey, i visitatori del bar non possono più trovare alcuna consolazione nemmeno nell'ubriachezza.
Quando finalmente viene fuori che Hickey ha ucciso sua moglie per liberarsi dai sensi di colpa, gli avventori lo chiamano pazzo - perché questo è l'unico modo per tornare ai loro sogni, alle loro illusioni e al loro indulgere nel bere; l'ultima cosa che la vita ha lasciato loro. Ma le osservazioni di Hickey hanno effettivamente fatto la differenza per un individuo. Ironia della sorte, il più grande cinico di tutti, Larry Slade, sta ora affrontando le sue responsabilità ed è in uno stato di limbo tra la rassegnazione e la volontà di cambiare.

## Produzione
Il film, diretto da John Frankenheimer su una sceneggiatura di Thomas Quinn Curtiss con il soggetto di Eugene O'Neill (autore della commedia teatrale), fu prodotto da Ely A. Landau per la Cinévision Ltée e The American Film Theatre e girato nei 20th Century Fox Studios a Century City in California. Si tratta dell'ultimo film con Robert Ryan, deceduto proprio nel 1973.

## Distribuzione
Il film fu distribuito negli Stati Uniti dal 10 novembre 1973 al cinema da The American Film Theatre.
Alcune delle uscite internazionali sono state:
- in Svezia il 25 dicembre 1995 (in prima TV)
- in Spagna (El repartidor de hielo)
- in Ungheria (Eljő a jeges)
- in Portogallo (O Homem de Gelo)
- in Grecia (O pagopolis erhetai)
- in Polonia (Przyjdzie na pewno)